# La Fiorita 1967
La Fiorita 1967 – sanmaryński klub piłkarski, z siedzibą w Montegiardino. Klub powstał w 1967 roku. Występuje w Campionato Sammarinese. Klub posiada również sekcje karate, koszykówki. Klub organizuje również zawody La Fiorita Beach Camp podczas których rozgrywane są turnieje siatkówki plażowej, piłki plażowej oraz tenisa plażowego.

## Historia
Chronologia nazw:
- 1967: SP La Fiorita
- 2015: La Fiorita 1967

## Sukcesy
- Campionato Sammarinese di Calcio: 6

1987, 1990, 2014, 2017, 2018, 2022
- Coppa Titano: 7

1986, 2012, 2013, 2016, 2018, 2021, 2024
- Trofeo Federale: 5

1986, 1987, 2007, 2012, 2018

## Europejskie puchary
Legenda do wszystkich tabel:
- Q – runda eliminacyjna, 1/16, 1/8, 1/4, 1/2 – odpowiednia faza rozgrywek, Grupa – runda grupowa, 1r gr – pierwsza runda grupowa, 2r gr – druga runda grupowa, F – finał, R – runda, PO – play-off
- k. – rzuty karne, los. – losowanie, Dogr. – dogrywka, w. – zasada bramek strzelonych na wyjeździe

| Sezon   | Rozgrywki               | Runda | Klub                  | Dom     | Wyjazd  | Ogólnie     |
| ------- | ----------------------- | ----- | --------------------- | ------- | ------- | ----------- |
| 2012/13 | Liga Europy             | 1Q    | Liepājas Metalurgs    | 0–2     | 0–4     | 0–6         |
| 2013/14 | Liga Europy             | 1Q    | Valletta              | 0–3     | 0–1     | 0–4         |
| 2014/15 | Liga Mistrzów           | 1Q    | Levadia Tallinn       | 0–1     | 0–7     | 0–8         |
| 2015/16 | Liga Europy             | 1Q    | FC Vaduz              | 0–5     | 1–5     | 1–10        |
| 2016/17 | Liga Europy             | 1Q    | Debrecen              | 0–5     | 0–2     | 0–7         |
| 2017/18 | Liga Mistrzów           | 1Q    | Linfield              | 0–0     | 0–1     | 0–1         |
| 2018/19 | Liga Mistrzów           | PQ    | Lincoln Red Imps      | 0–2 (N) | 0–2 (N) | 0–2 (N)     |
| 2018/19 | Liga Europy             | 2Q    | Spartaks Jurmała      | 0–3     | 0–6     | 0–9         |
| 2019/20 | Liga Europy             | PQ    | UE Engordany          | 0–1     | 1–2     | 1–3         |
| 2020/21 | Liga Europy             | PQ    | Coleraine             | 0–1 (W) | 0–1 (W) | 0–1 (W)     |
| 2021/22 | Liga Konferencji Europy | 1Q    | Birkirkara            | 1–1     | 0–1     | 1–2         |
| 2022/23 | Liga Mistrzów           | PQ    | Inter Club d’Escaldes | 1–2 (N) | 1–2 (N) | 1–2 (N)     |
| 2022/23 | Liga Konferencji Europy | 2Q    | Ballkani              | 0–4     | 0–6     | 0–10        |
| 2023/24 | Liga Konferencji Europy | 1Q    | Zimbru Kiszyniów      | 1–1     | 0–1     | 1–2         |
| 2024/25 | Liga Konferencji        | 1Q    | Isłacz Minski Rajon   | 0–1     | 1–0     | 1–1, k: 4–2 |
| 2024/25 | Liga Konferencji        | 2Q    | İstanbul Başakşehir   | 0–4     | 1–6     | 1–10        |
| 2025/26 | Liga Konferencji        | 1Q    | Wardar Skopje         | 2–2     | 0–3     | 2–5         |